# Sordillos
Sordillos – gmina w Hiszpanii, w prowincji Burgos, w Kastylii i León, o powierzchni 9,71 km². W 2011 roku gmina liczyła 25 mieszkańców.